# Tiliacora odorata
Tiliacora odorata är en tvåhjärtbladig växtart som beskrevs av Adolf Engler. Tiliacora odorata ingår i släktet Tiliacora och familjen Menispermaceae. Inga underarter finns listade i Catalogue of Life.